# Belogradčik
Belogradčik (bulharsky Белоградчик) je město na severozápadě Bulharska ve Vidinské oblasti. Leží poblíž Dolnodunajské nížiny, 15 km východně od srbských hranic a 43 km jihozápadně od Vidinu. Je správním střediskem stejnojmenné obštiny a má přibližně přibližně 4 600 obyvatel. 

## Historie
Osada byla založena v době Římanů, kteří zde postavili pevnost. Ta byla později významným bodem Bulharské říše. Ve 14. století se Belogradčik stal součástí Vidinského carství a po jeho vyvrácení součástí Osmanské říše. V tureckém rejstříku z roku 1454 se uvádí jako Bélighrad, protože většina domů v tomto období byla postavena z proutí a bláta natřeného vápnem. Později, aby se odlišil od srbského města Bělehrad, byl nazýván Bélighradin (malý Bělehrad). Za osmanské nadvlády se obyvatelé zabývali především řemeslem a zemědělstvím. Během vidinského povstání v roce 1850 se povstalcům nepodařilo pevnost dobýt, což vedlo k jejich následné porážce. Pevnost měla význam i v následujících válkách: v srbsko-bulharské válce v roce 1885 se podařilo Bulharům pevnost uhájit; v druhé balkánské válce ji Srbové 9. července 1913 dobyli a  následně se spojili s rumunskými jednotkami, které postupovaly k městu ze severu. Později byla pevnost byla obnovena do dnešní podoby.

## Obyvatelstvo
Ve městě žije 4 714 obyvatel a je zde trvale hlášeno 5 522 obyvatel. Podle sčítání 1. února 2011 bylo národnostní složení následující:
- Bulhaři: 3 489 (76.2 %)
- Romové: 1 083 (23.7 %)
- Turci: 5 (0.1 %)

## Pamětihodnosti
- Belogradčická pevnost 1,5 km jižně od centra města, v turečtině nazývaná Kaleto. Patří mezi nejlépe zachovalé bulharské pevnosti. Její zdi jsou 2 m silné a dosahují výšky až 12 m. Pevnost zde stála už v době, kdy oblast byla součástí Římské říše. Rozšířena byla ve 2. polovině 14. století. V roce 1396 byla dobyta Osmanskou říší. Rozsáhlá přestavba proběhla v 19. století a pevnost hrála důležitou roli roku 1850 při potlačení belogradčického povstání. Naposled hrála významnou úlohu během Srbsko-bulharské války v roce 1885.[4]
- Belogradčické skály, přírodní památka vyhlášená roku 1949 na ploše 50 km². Červenožluté pískovcové útvary dosahují výšky až 200 m. V roce 1984 bylo zvažováno zapsání Belogradčických skal do seznamu Světového dědictví. Patří mezi významné turistické cíle v severozápadním Bulharsku.
- Hadži Husejnova mešita z roku 1751
- Panovovův dům z roku 1810, sídlo místního muzea
- Přírodovědné muzeum
- Kostel sv. Jiří z roku 1868
- Observatoř s jedním z největších dalekohledů v Bulharsku
- Jeskyně Magura asi 18 km od města u obce Rabisha, dlouhá 2,5 km. Nástěnné malby z doby 1200 let př. n. l. Malby jsou veřejnosti nepřístupné.
- Folklorní festival Ve stopách Thráků se koná vždy v září

## Galerie

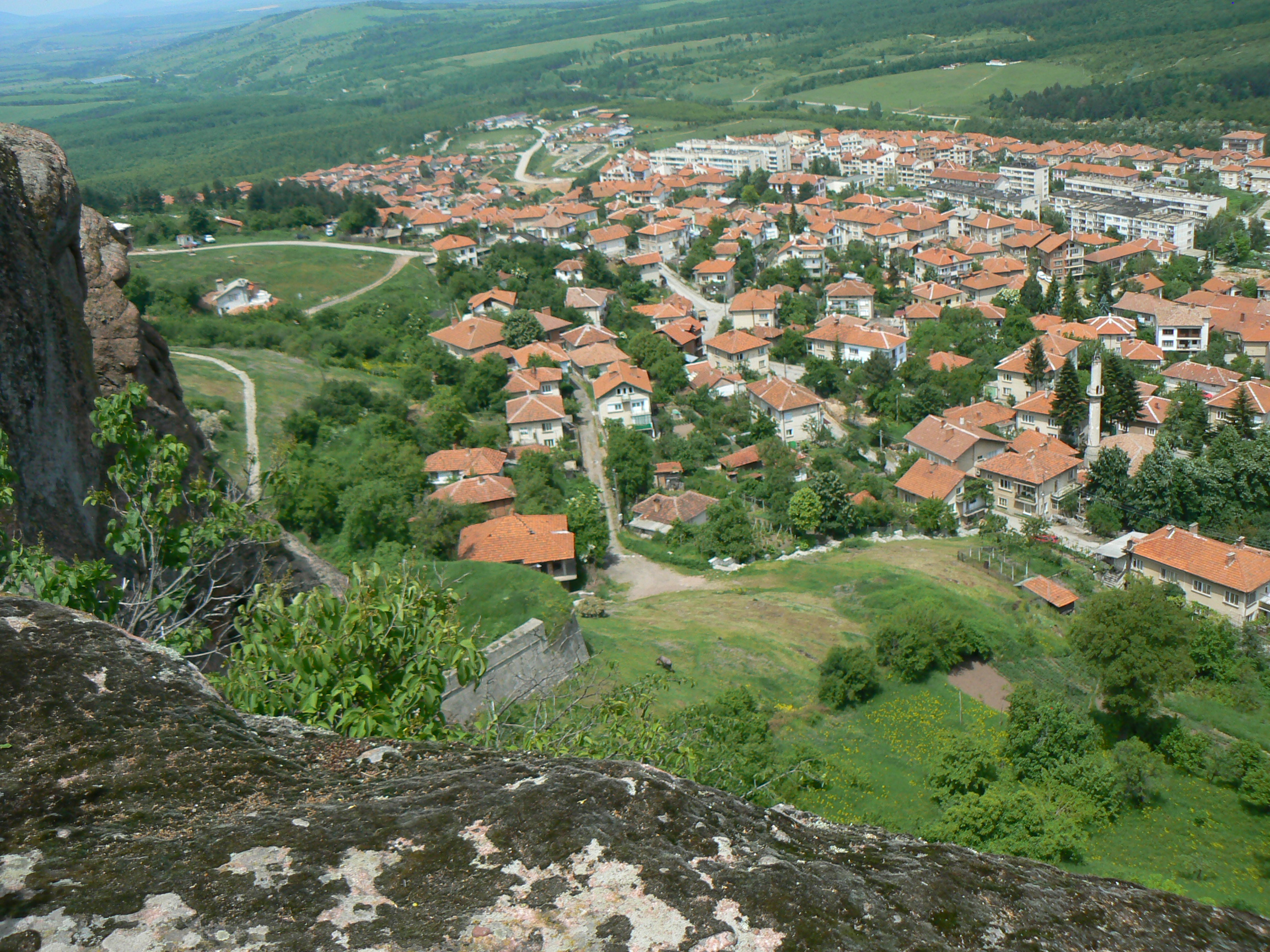
Belogradčik
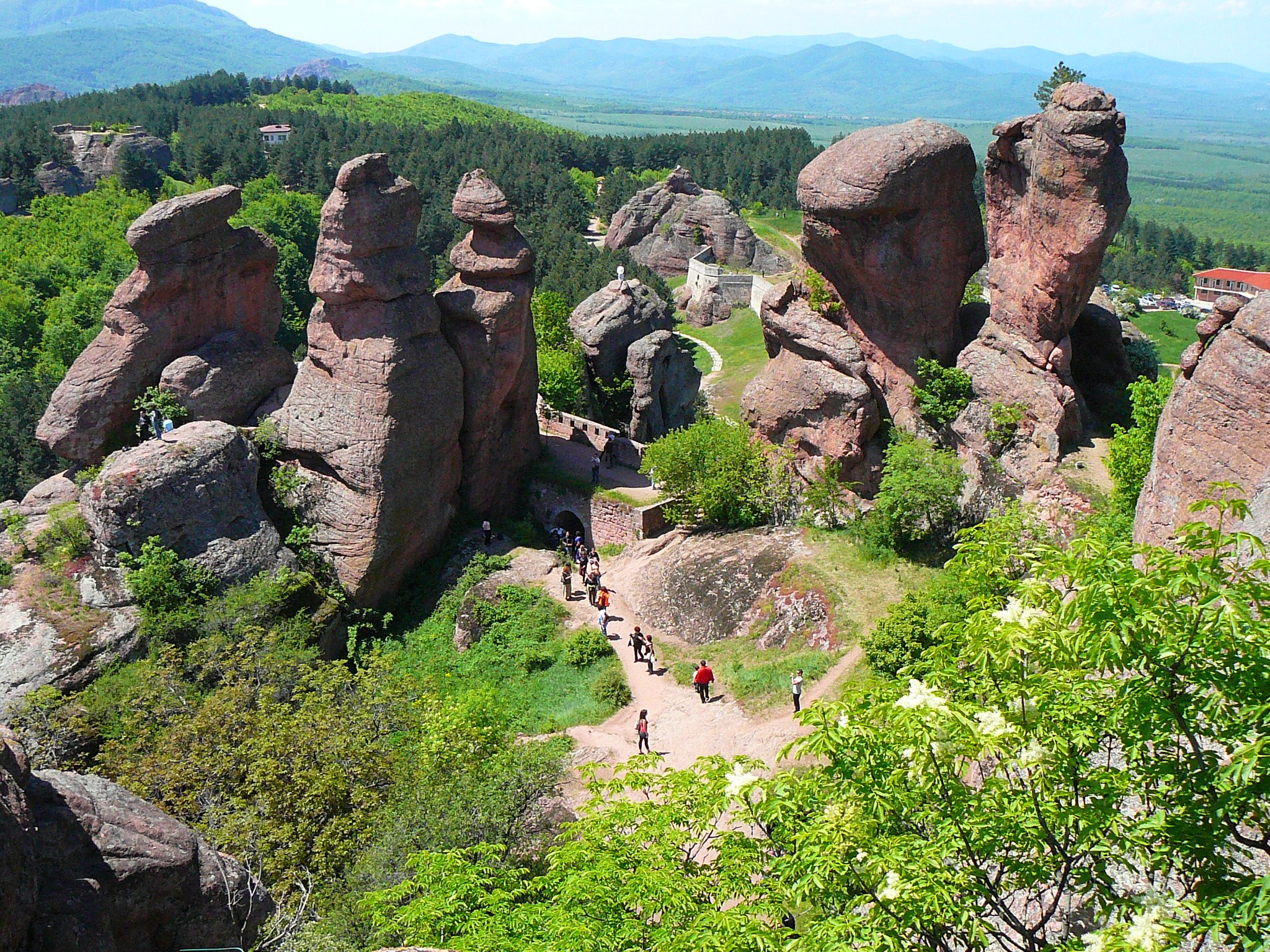
Belogradčická pevnost
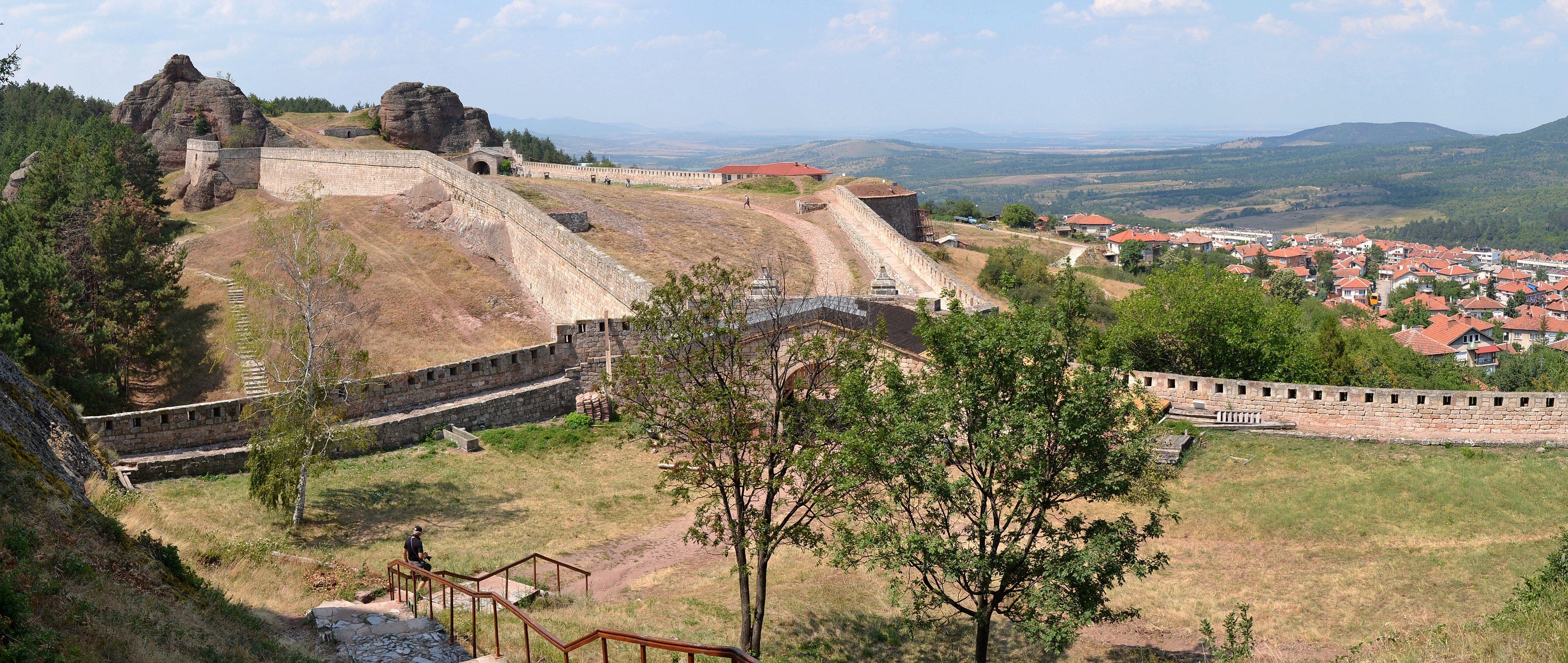
Belogradčická pevnost
Belogradčická pevnost
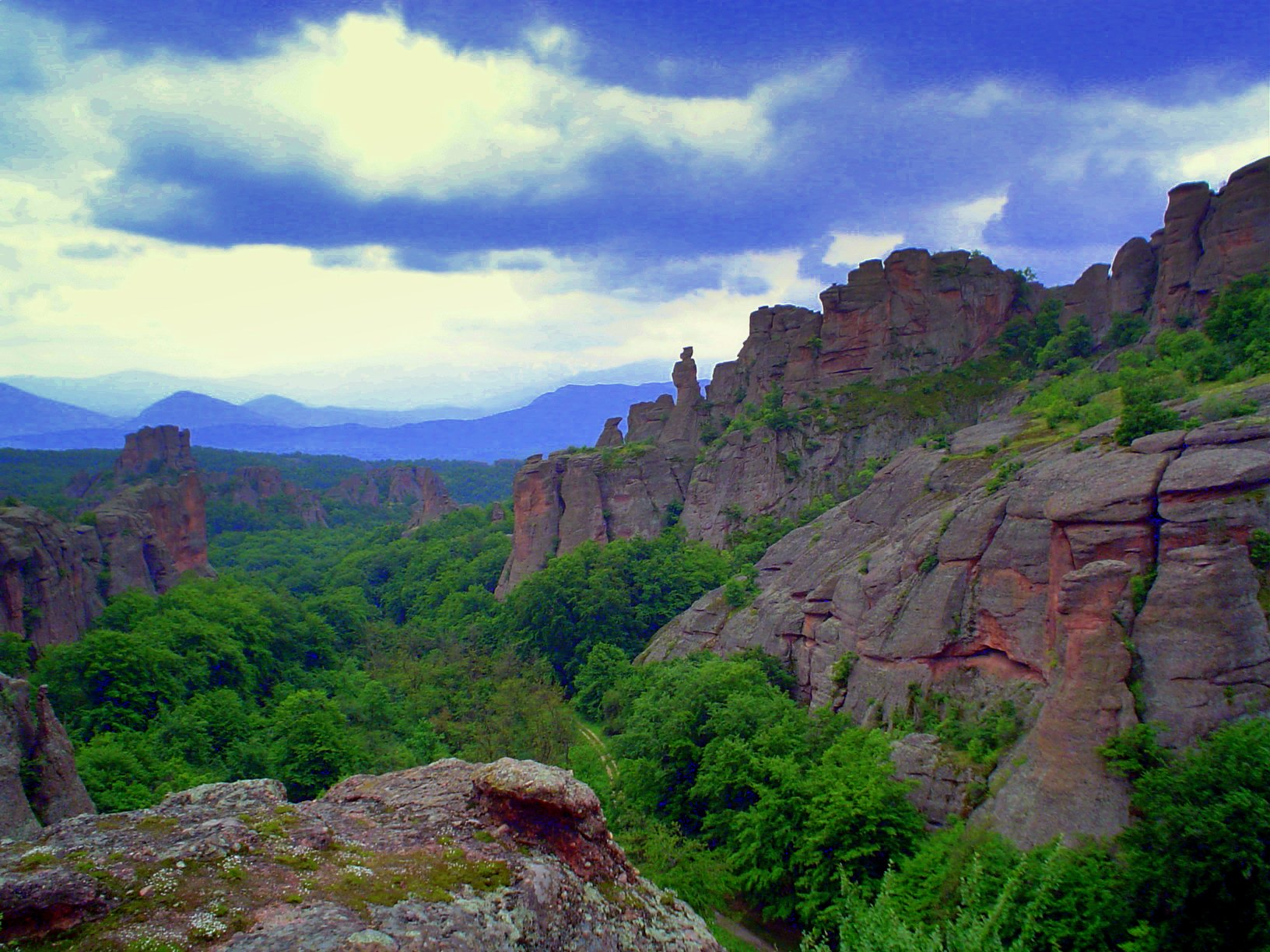
Belogradčické skály
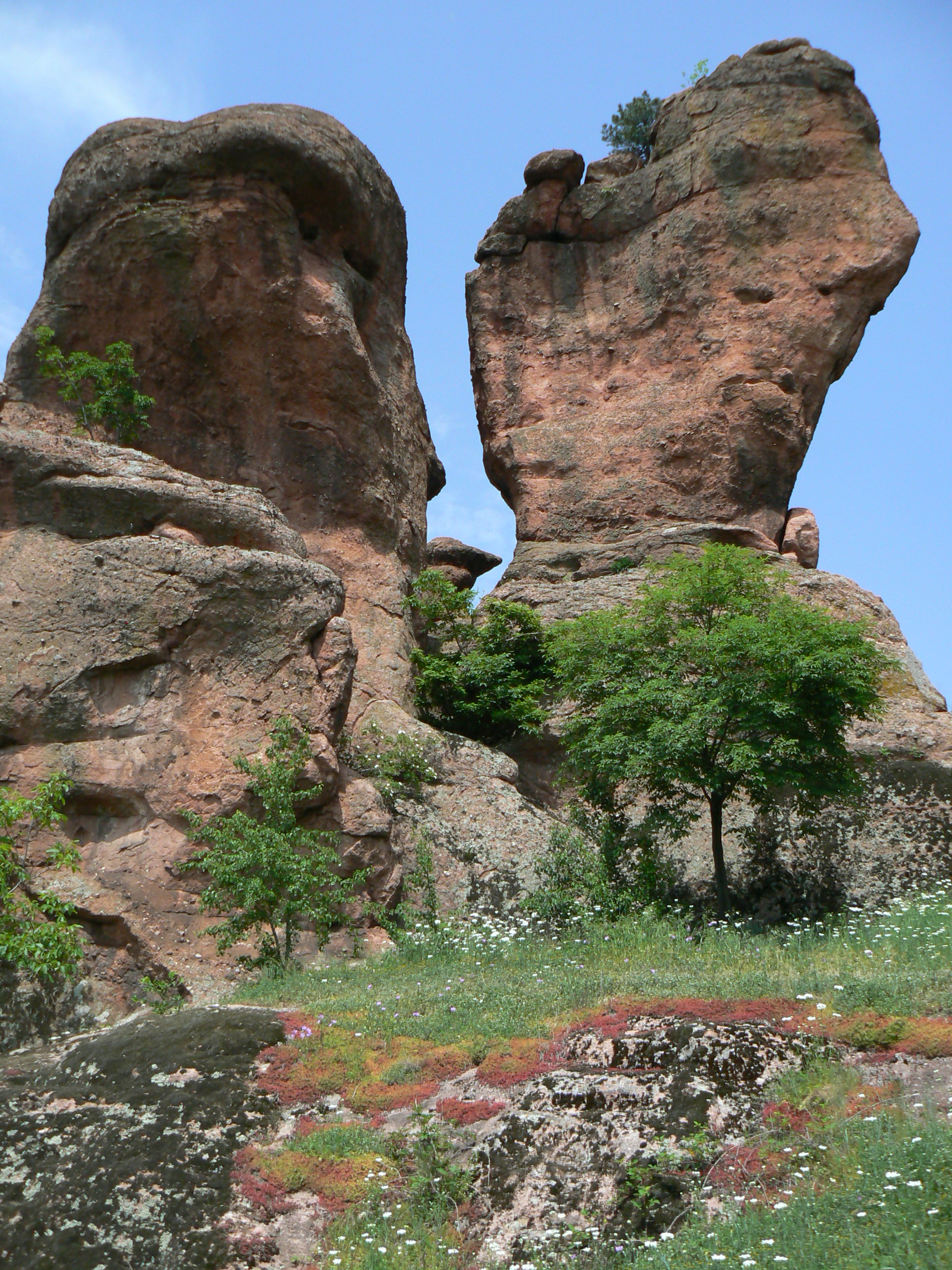
Belogradčické skály
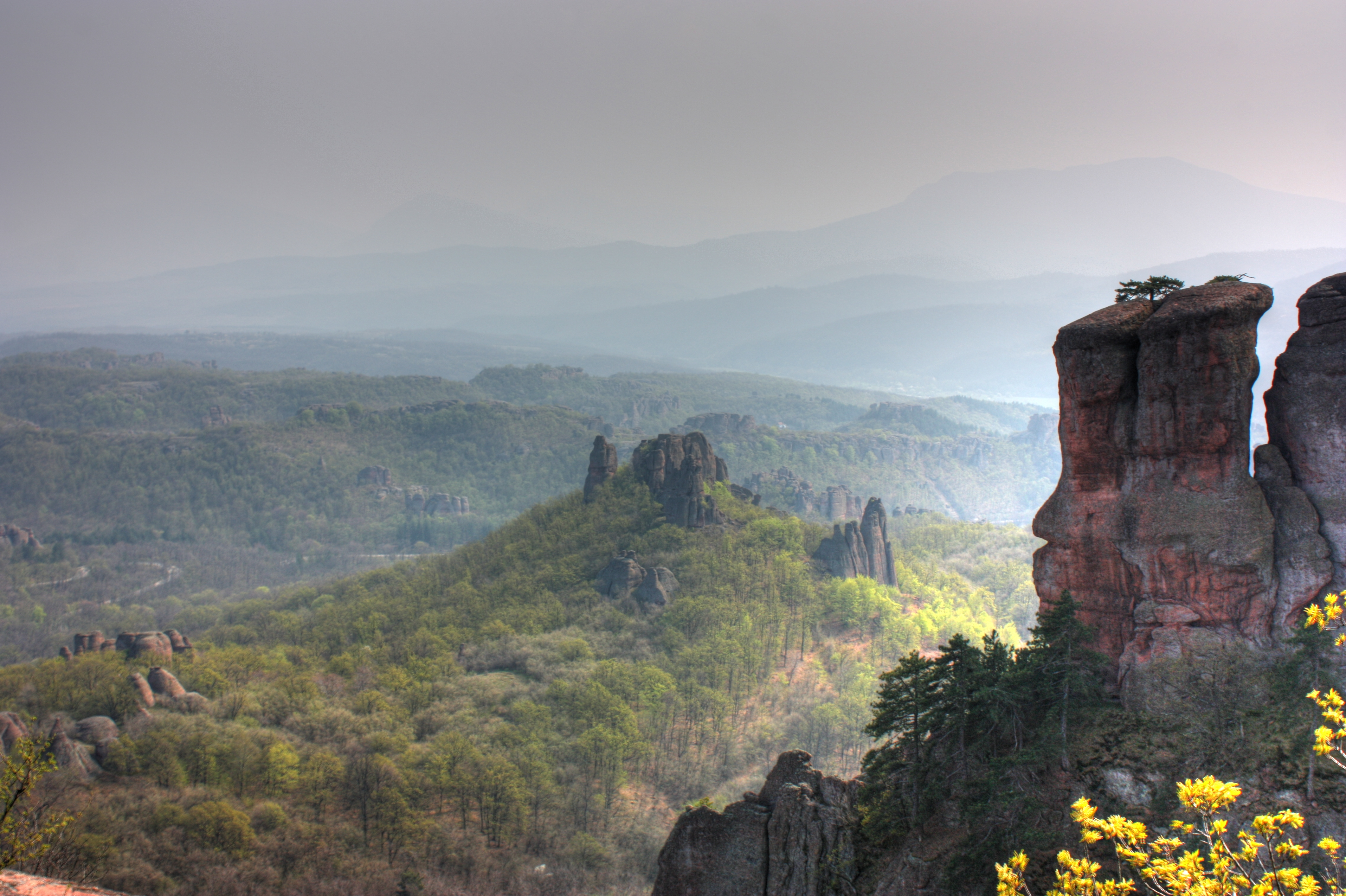
Belogradčické skály